# Елізіан (Міннесота)
Елізіан (англ. Elysian) — місто (англ. city) в США, в округах Ле-Сюер і Восека штату Міннесота. Населення — 708 осіб (2020).

## Географія
Елізіан розташований за координатами 44°12′26″ пн. ш. 93°40′49″ зх. д. / 44.20722° пн. ш. 93.68028° зх. д. (44.207154, -93.680150).  За даними Бюро перепису населення США в 2010 році місто мало площу 3,12 км², з яких 3,05 км² — суходіл та 0,07 км² — водойми. В 2017 році площа становила 3,72 км², з яких 3,09 км² — суходіл та 0,63 км² — водойми.

## Демографія
Згідно з переписом 2010 року, у місті мешкали 652 особи в 273 домогосподарствах у складі 181 родини. Густота населення становила 209 осіб/км².  Було 372 помешкання (119/км²).
Расовий склад населення:
| - 96,6 % — білих - 0,5 % — чорних або афроамериканців - 0,2 % — азіатів |

До двох чи більше рас належало 2,8 %. Частка іспаномовних становила 0,9 % від усіх жителів.
За віковим діапазоном населення розподілялося таким чином: 23,6 % — особи молодші 18 років, 57,2 % — особи у віці 18—64 років, 19,2 % — особи у віці 65 років та старші. Медіана віку мешканця становила 43,4 року. На 100 осіб жіночої статі у місті припадало 97,6 чоловіків;  на 100 жінок у віці від 18 років та старших — 96,1 чоловіків також старших 18 років.
Середній дохід на одне домашнє господарство  становив 71 344 долари США (медіана — 63 929), а середній дохід на одну сім'ю — 84 008 доларів (медіана — 84 167). Медіана доходів становила 51 938 доларів для чоловіків та 35 391 долар для жінок. За межею бідності перебувало 10,6 % осіб, у тому числі 28,9 % дітей у віці до 18 років та 9,8 % осіб у віці 65 років та старших.
Цивільне працевлаштоване населення становило 321 осіб. Основні галузі зайнятості: освіта, охорона здоров'я та соціальна допомога — 28,7 %, публічна адміністрація — 14,0 %, виробництво — 14,0 %.